# Serraval
Serraval ist eine französische Gemeinde im Département Haute-Savoie in der Region Auvergne-Rhône-Alpes.

## Geographie
Serraval liegt auf 759 m, nordöstlich von Faverges, etwa 20 Kilometer südöstlich der Stadt Annecy (Luftlinie). Das Bergdorf erstreckt sich in den südlichen Bornes-Alpen am Ostfuß der Tournette, in einem kurzen Seitental der Chaise am Aufstieg zum Passübergang Col du Marais.
Die Fläche des 19,73 km² großen Gemeindegebiets umfasst einen Abschnitt der Bornes-Alpen. Der Hauptteil des Gebietes wird vom Tal von Serraval eingenommen, das nach Süden zur Chaise entwässert wird. Nach Norden öffnet sich dieses Tal zum breiten Sattel des Col du Marais (837 m). Dieser Passübergang wird im Osten von den Höhen der Montagne de Sulens (1839 m) und im Westen vom Massiv der Tournette flankiert, an deren Hang mit 2200 m die höchste Erhebung von Serraval erreicht wird. Ganz im Süden erstreckt sich der Gemeindeboden bis zum eingeschnittenen Kerbtal der Chaise.
Zu Serraval gehören neben dem eigentlichen Ortskern auch verschiedene Weilersiedlungen und Gehöfte, darunter:
- Le Villard (789 m) auf einer Geländeterrasse im Tal der Chaise
- La Sauffaz (750 m) am westlichen Talhang gegenüber von Serraval
- La Combe (900 m) am Hang oberhalb von Serraval
- Le Mont (1080 m) am Südabhang der Montagne de Sulens
- La Bottière (820 m) am Aufstieg zum Col du Marais
- Montaubert (920 m) am Fuß der Tournette
- Le Marais (850 m) auf dem gleichnamigen Pass
- Les Pruniers (920 m) oberhalb des Col du Marais
- La Perrière (830 m) nördlich des Col du Marais

Nachbargemeinden von Serraval sind:
- Les Clefs im Norden,
- Manigod und Le Bouchet-Mont-Charvin im Osten,
- Val-de-Chaise mit Marlens im Süden,
- Saint-Ferréol im Süden,
- Talloires-Montmin im Westen.

## Geschichte
Serraval wird im frühen 15. Jahrhundert erstmals urkundlich erwähnt. Der Ortsname bedeutet so viel wie abgeschlossenes, sich einengendes Tal. Im Jahr 1877 wurde Le Bouchet von Serraval abgetrennt und zu einer selbständigen Gemeinde erhoben.

## Bevölkerung
| Jahr                       | 1962 | 1968 | 1975 | 1982 | 1990 | 1999 | 2006 | 2012 | 2020 |
| Einwohner                  | 292  | 274  | 278  | 313  | 430  | 489  | 607  | 636  | 702  |
| Quellen: Cassini und INSEE |      |      |      |      |      |      |      |      |      |

Mit 745 Einwohnern (Stand 1. Januar 2022) gehört Serraval zu den kleinen Gemeinden des Départements Haute-Savoie. Im Verlauf des 19. und 20. Jahrhunderts nahm die Einwohnerzahl aufgrund starker Abwanderung kontinuierlich ab (1861 wurden in Serraval noch 1433 Einwohner gezählt). Seit Mitte der 1970er Jahre wurde jedoch wieder eine deutliche Bevölkerungszunahme verzeichnet.

## Sehenswürdigkeiten
Die Pfarrkirche Saint-Maurice wurde im Stil der Neugotik im 19. Jahrhundert aus Tuffstein erbaut. In Villard, La Bottière und Les Pruniers stehen Kapellen aus dem 19. Jahrhundert.

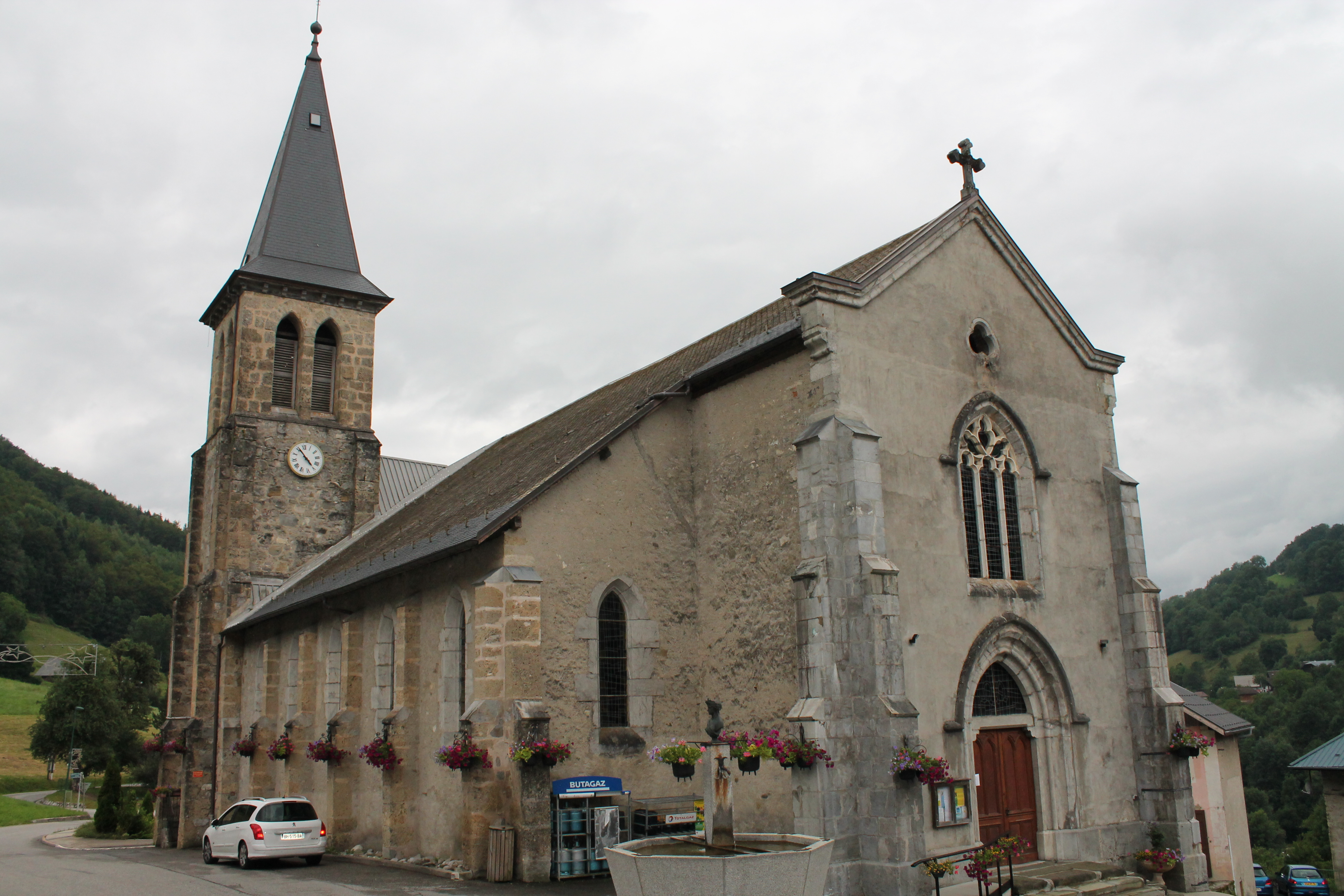
Kirche Saint-Maurice
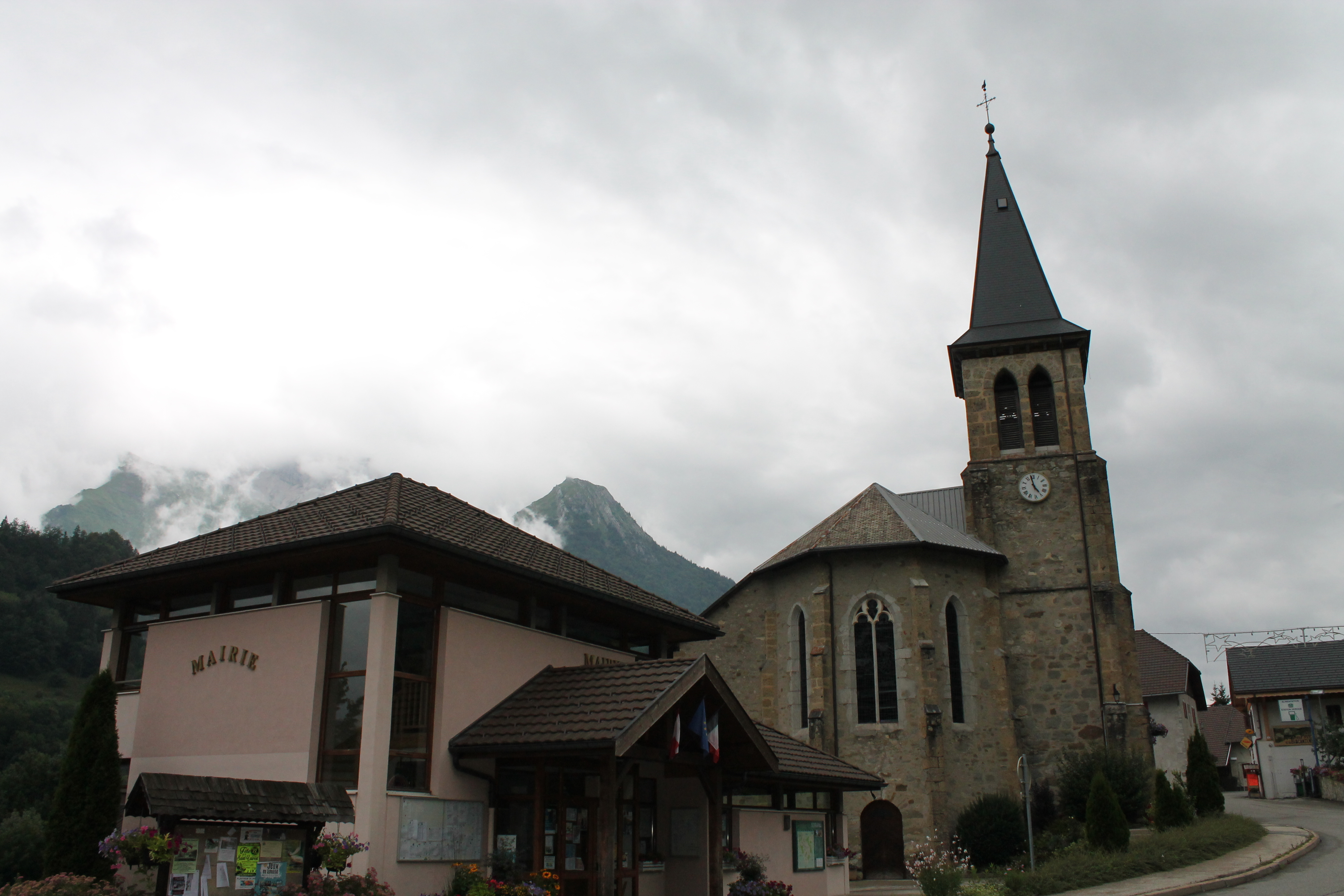
Mairie
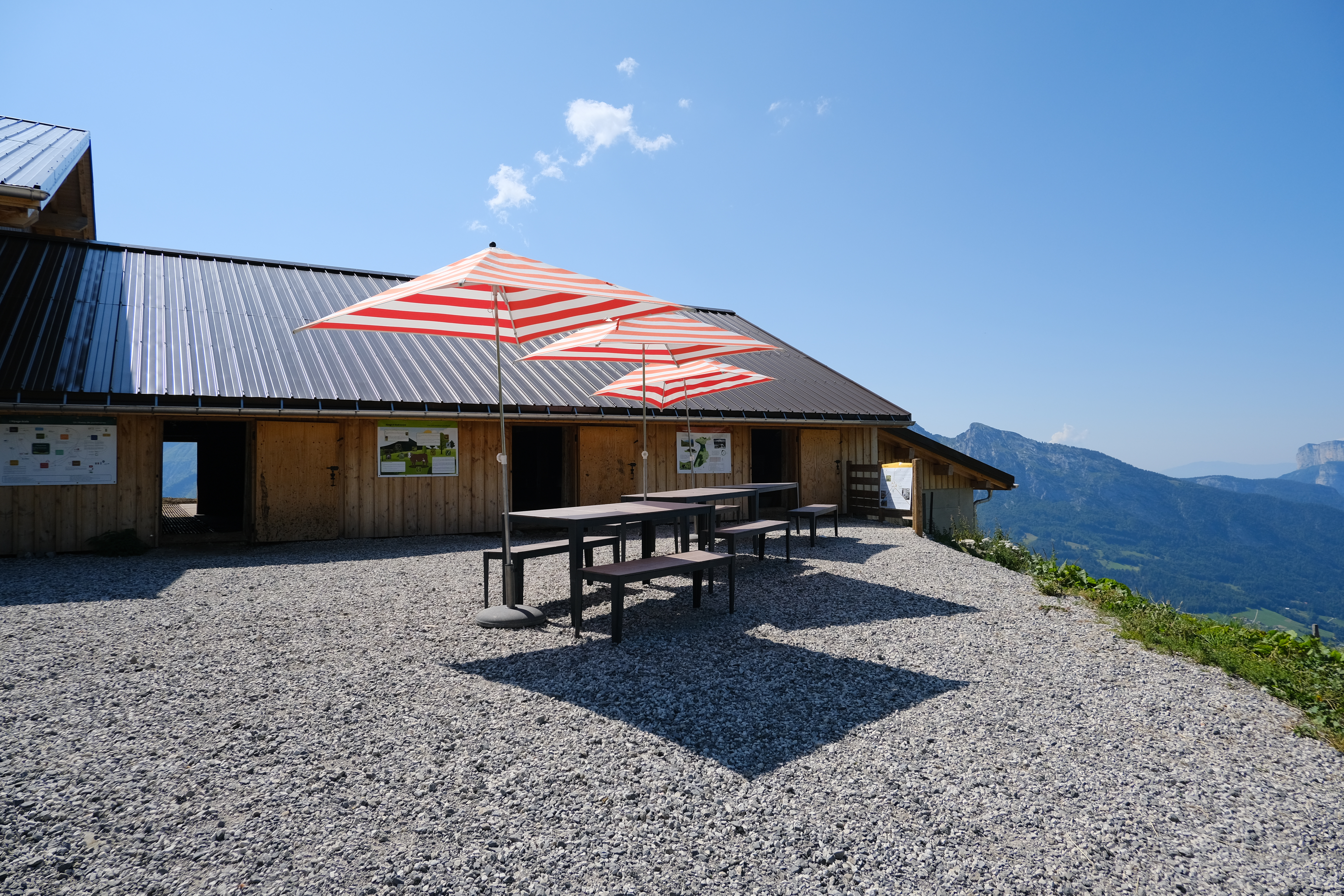
Skischule
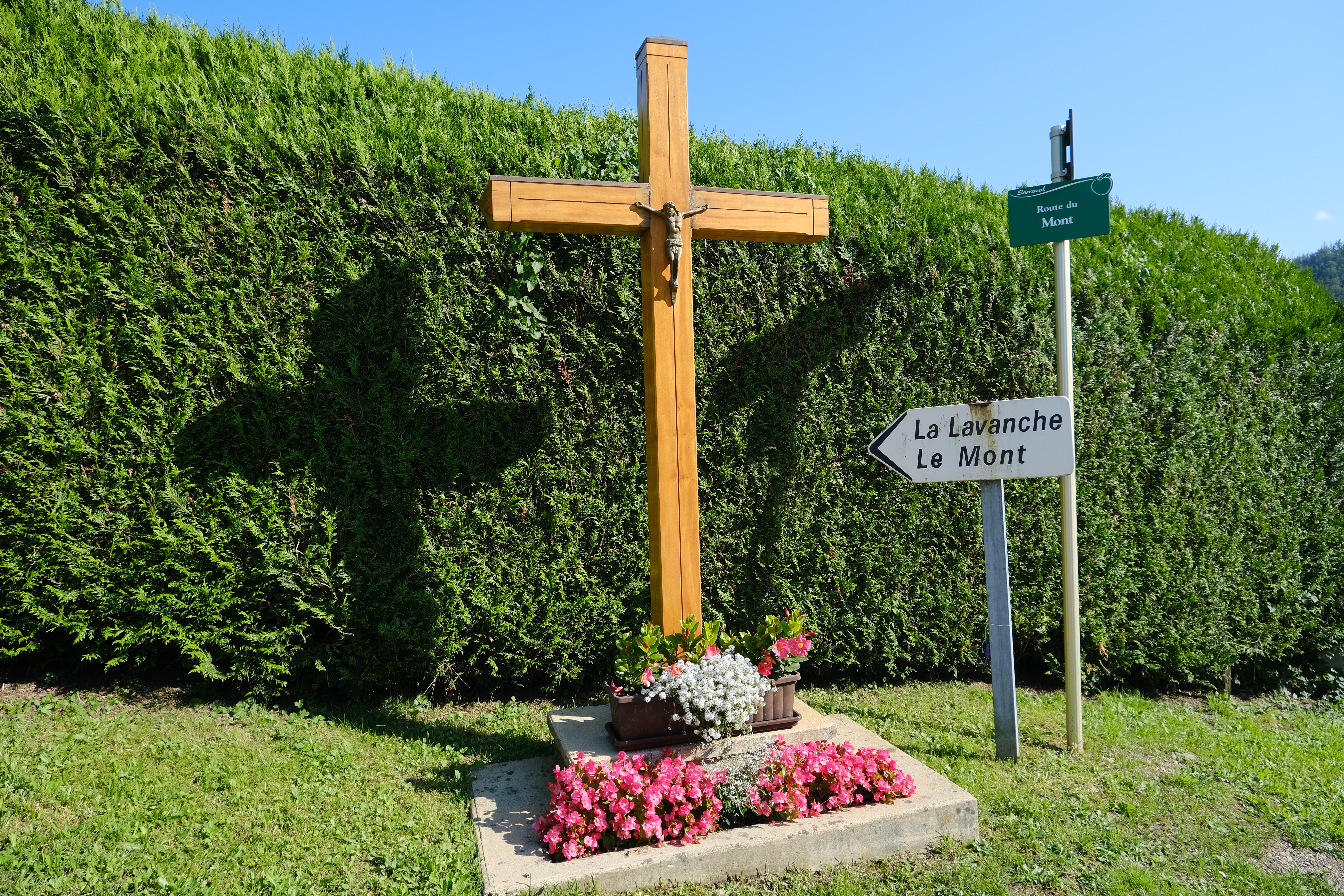
Wegkreuz am Col du Marais

## Wirtschaft und Infrastruktur
Serraval war bis weit ins 20. Jahrhundert hinein ein vorwiegend durch die Landwirtschaft und Alpwirtschaft geprägtes Dorf. Heute gibt es verschiedene Betriebe des Kleingewerbes. Viele Erwerbstätige sind Wegpendler, die in den größeren Ortschaften der Umgebung ihrer Arbeit nachgehen. Das Bergdorf profitiert auch von einem bescheidenen Sommertourismus.
Die Ortschaft liegt abseits der größeren Durchgangsstraßen an der Departementsstraße D12, die von Faverges über den Col du Marais nach Thônes führt.